# رأس المال الاحتكاري
رأس المال الاحتكاري: مقال عن النظام الاقتصادي والاجتماعي الأمريكي (بالإنجليزية: Monopoly Capital: An Essay on the American Economic and Social Order) وكتاب صدر عام 1966 من تأليف الاقتصاديين الماركسيين بول سويزي وبول أ. باران، ونشرته دار "Monthly Review Press". وقد شكّل الكتاب مساهمة بارزة في النظرية الماركسية، إذ نقل التركيز من افتراض وجود اقتصاد تنافسي إلى تحليل الاقتصاد الاحتكاري المرتبط بالشركات العملاقة التي تهيمن على عملية التراكم الرأسمالي في العصر الحديث.
لعب هذا العمل دورًا رياديًا في التطور الفكري لليسار الجديد خلال ستينيات وسبعينيات القرن العشرين. وكما ورد في إحدى المراجعات في مجلة American Economic Review، فقد مثّلت هذه النظرية "أول محاولة جادة لتوسيع نموذج ماركس للرأسمالية التنافسية ليشمل الظروف الجديدة للرأسمالية الاحتكارية". وقد حظيت هذه النظرية باهتمام متجدد في أعقاب الركود الكبير.

## الحُجج الرئيسة
يمكن للشركات الكبرى أن تحافظ على أسعار مرتفعة مع الاستمرار في المنافسة من خلال خفض التكاليف وزيادة الإنفاق على الإعلان والتسويق لمنتجاتها.
يتجاوز الفائض الاقتصادي الفعلي والمحتمل الناتج حدود المنافذ التقليدية للاستثمار والاستهلاك الرأسمالي.
وبناءً عليه، يتطلب التراكم الخاص دعم الإنفاق الحكومي، الذي يُوجه في المقام الأول نحو سياسات النزعات الإمبريالية والعسكرية، كونه السبيل الأسهل والأكثر ضمانًا لاستغلال القدرة الإنتاجية الفائضة.
تشمل الآليات الأخرى لامتصاص هذا الفائض توسيع جهود المبيعات، ونمو قطاعات التمويل والتأمين والعقارات.

## الفائض الاقتصادي
ومن أهم مساهمات كتاب رأس المال الاحتكاري تطبيقه لمفهوم الفائض الاقتصادي. الفائض الاقتصادي هو ببساطة الفرق بين ما ينتجه المجتمع وتكاليف إنتاجه.
يعد حجم الفائض مؤشرًا على الإنتاجية والثروة، وكذلك مدى حرية المجتمع في تحقيق الأهداف التي يضعها لنفسه. يوضح تكوين الفائض كيفية استخدام هذه الحرية: مقدار ما يُستثمر في توسيع القدرة الإنتاجية، ومقدار ما يُستهلك بأشكال مختلفة، ومقدار ما يُهدر وبأي طرق. 
وعلى الرغم من أن بعض العلماء رأوا في تقديم هذا المفهوم قطيعة مع النهج الماركسي التقليدي لقيمة العمل، إلا أن المنشورات اللاحقة لباران وسويزي، بالإضافة إلى أعمال مؤلفين آخرين، استمرت في تأكيد أهمية هذا الابتكار، واعتباره متسقًا مع مفهوم ماركس عن قيمة العمل، وعلاقته التكميلية بفئة فائض القيمة لدى ماركس.
يجادل باران وسويزي بأنه في ظل ظروف الاحتكار المحدودة في الاقتصادات الحديثة التي تهيمن عليها الشركات الكبرى، يميل الفائض إلى الارتفاع. ويتجلى اتساع هذا الفائض المتزايد، سواء الفعلي أو المحتمل، في عدم استغلال القدرة الإنتاجية، وارتفاع معدلات البطالة، والهدر الظاهر في جهود المبيعات والإنفاق العسكري.
ويرجع ذلك إلى أن ظروف الاحتكار أو القلة الاحتكارية تؤدي إلى نقص الفرص لإعادة الاستثمار المربح للفائض، مما يظهر في صورة طاقة فائضة وبطالة. بالإضافة إلى ذلك، تنطوي أشكال المنافسة غير السعرية على استهلاك كميات كبيرة من العمالة غير المنتجة، مثل جهود المبيعات وتفريق المنتجات.
والنتيجة الإجمالية هي الميل نحو الركود الاقتصادي وزيادة الإنفاق غير المنتج كرد فعل على هذه الظروف.ومن أهم مساهمات مونوبولي كابيتال هو تطبيقه لمفهوم الفائض الاقتصادي.

## معضلة امتصاص الفائض في الرأسمالية الاحتكارية
سلّط باران وسويزي الضوء على خمسة جوانب رئيسية تتعلق بمشكلة امتصاص الفوائض الاقتصادية في ظل الرأسمالية الاحتكارية:
1. محدودية استهلاك الطبقة الرأسمالية: لا يمكن لاستهلاك السلع الفاخرة من قبل الرأسماليين أن ينمو بنفس وتيرة تراكم الفائض الاقتصادي. كما تحد ظروف الاحتكار من فرص الاستثمار الإنتاجي المربح.
2. الإنفاق على جهود المبيعات: يُعد هذا الإنفاق منفذًا للفائض، حيث تنخرط الشركات الكبرى في أشكال غير سعرية من المنافسة بهدف توسيع الطلب. إلا أن النفقات التسويقية—مثل الإعلانات، وترويج المبيعات، والتغييرات المتكررة في المنتجات—لا تضيف قيمة استخدام حقيقية، وتُعتبر شكلاً من أشكال الهدر الاقتصادي.
3. الإنفاق المدني: يواجه مقاومة من الطبقة الرأسمالية، التي ترى فيه تهديدًا لمصالحها الطبقية ومواقعها السلطوية. هذا يعوق قدرة الإنفاق العام على توليد طلب فعال ومستدام.
4. الإنفاق العسكري: لا يتعارض مع مصالح الرأسماليين كما يفعل الإنفاق المدني، بل يخدمها من خلال تعزيز النزعة الإمبريالية. وبفضل هذه الوظيفة، يمكن للإنفاق العسكري أن يتوسع بشكل كبير، ليصبح أحد المنافذ الرئيسية لامتصاص الفائض.
5. التمويل والتوسع الائتماني: يسهم في امتصاص جزء من الفائض ويعزز النشاط الاقتصادي على المدى القصير، لكنه يرافقه تزايد في الديون وتعميق لعدم الاستقرار الاقتصادي على المدى البعيد.

## السمات غير العقلانية للرأسمالية الاحتكارية
في الفصول الختامية من الكتاب، يسلط باران وسويزي الضوء على الفجوة المتزايدة بين الإمكانات الإنتاجية للمجتمع الأمريكي وإهدار وإساءة استخدام تلك الإمكانات. يشيران إلى الفوارق العرقية والتكاليف الاجتماعية والثقافية للنظام الاقتصادي والسياسي الحالي، حيث لا تُلبى الاحتياجات الأساسية الحقيقية للتنمية البشرية مثل التعليم والإسكان، بينما تُنمى العسكرة العدوانية والسمات الثقافية المرتبطة بما يُعرف اليوم بـ«الاستهلاك» بشكل مكثف لصالح تحقيق الربح.
يرى المؤلفان أن نقاط الضعف الأساسية في النظام تكمن في المجال الإمبريالي، مع ثورات البلدان في مناطق المحيط التي تناضل ضد هيمنة رأس المال الاحتكاري على اقتصاداتها. وتعكس هذه الثورات بشكل متزايد مقاومة الشعوب الملونة، التي تشكل جزءًا أساسيًا من الطبقة العاملة داخل الولايات المتحدة نفسها.

## رأس المال الاحتكاري والركود الكبير
مع الأزمة المالية التي اندلعت في الفترة 2007-2009 والركود الكبير الذي شهدته تلك الأعوام، وما أعقبها من ظروف الركود الاقتصادي، زعم بعض خبراء الاقتصاد السياسي أن تحليل باران وسويزي في كتاب "رأس المال الاحتكاري" يشكل عنصراً أساسياً في التفسير النظري والتاريخي لهذه الأحداث. وقد أدى هذا إلى توسيع نطاق النظرية لمعالجة ما يسمى "رأس المال المالي الاحتكاري"، و"تدويل رأس المال الاحتكاري"، وعولمة جيش العمالة الاحتياطي ، والاحتكار المتزايد للاتصالات، وأبرزها الإنترنت.   